# Heinrich I xứ Anhalt
Heinrich I (k. 1170 – 1252) là một quý tộc châu Âu, thành viên của gia tộc Ascania. Ông giữ tước vị Bá tước Anhalt từ năm 1212 và là Vương công Anhalt đầu tiên, cai trị từ năm 1218 cho đến khi qua đời.

## Cuộc đời
Heinrich là con trai cả của Bá tước Bernhard xứ Anhalt, có thể là với người vợ đầu tiên là Judith (hay Jutta) của Ba Lan, con gái của Mieszko III Già. Bernhard được Hoàng đế Friedrich Barbarossa ban cho lãnh địa Công quốc Sachsen sau khi vị công tước trước đó thuộc gia tộc Welf là Heinrich Sư tử bị phế truất vào năm 1180. Sau khi ông qua đời vào năm 1212, những người con trai còn sống của ông đã được phân chia các lãnh địa thừa kế từ ông theo luật của nhà Ascania: Heinrich nhận được các lãnh địa cũ của Ascania ở vùng Saxonia Schwabengau xung quanh Ballenstedt, lãnh địa mà về sau gọi chung là xứ Anhalt; trong khi em trai ông là Albrecht được thừa kế tước hiệu Công tước Sachsen cùng các điền trang Eastphalia không liên quan xung quanh các thị trấn Wittenberg và Belzig (sau này là Sachsen-Wittenberg) cũng như lãnh địa phía bắc của Lauenburg.
Heinrich ban đầu là người ủng hộ trung thành của người thừa kế Hohenstaufen là Friedrich II, mặc dù sau đó ông tạm thời chuyển sang phe đối thủ Welf của mình, Hoàng đế Otto IV, có mối thù với các Tổng giám mục Magdeburg và tiến hành chiến dịch chiếm điền trang của Tu viện Nienburg. Từ khoảng năm 1215, để không lép vế trước em trai mình, ông bắt đầu tự xưng danh hiệu "vương công" (princeps, Fürst), và khi Otto mất năm 1218, ông chính thức được nâng lên tước hiệu đó khi tham dự các nghị hội Hoftag của Hoàng đế Friedrich II. Từ năm 1220, Heinrich đóng vai trò là người giám hộ cho những người con trai nhỏ của người anh em họ người Ascania, cố Phiên bá Albrecht II xứ Brandenburg, cạnh tranh với cả tổng giám mục Magdeburg Albrecht I thành Käfernburg và em trai mình, Công tước Albrecht I xứ Sachsen.

Sự phân chia Anhalt giữa các con trai của Heinrich I

Heinrich đã ủng hộ Hoàng đế Friedrich II trong cuộc nổi loạn của con trai ông là Heinrich (VII) vào năm 1234 cũng như trong các chiến dịch ở Ý chống lại Liên minh Lombard, tham gia vào Cuộc vây hãm Brescia năm 1238. Trở lại Đức, ông tham gia vào cuộc xung đột giữa Tổng giám mục Magdeburg Wilbrand von Käfernburg với những người anh em họ người Ascania của mình, Phiên bá xứ Brandenburg, trong đó các điền trang Nienburg đã bị quân đội của Phiên bá Otto III tàn phá vào năm 1242. Cả hai bên đã hòa giải vào năm 1245, thông qua sự trung gian của Công tước Otto I xứ Brunswick, người đã gả con gái mình là Matilda, cháu gái của các hầu tước Brandenburg, cho con trai cả của Heinrich I, Heinrich II.
Trước khi qua đời, vào khoảng năm 1245, Heinrich I đã phân chia công quốc Anhalt cho các con trai của mình: Heinrich II thừa kế Aschersleben, Bernhard nhận được Bernburg và Siegfried được Zerbst. Hai người con trai trẻ nhất còn sống của ông, Hermann và Magnus, đã thụ phong linh mục, vì vậy không dự vào hàng thừa kế. Nhà Ascania cai trị Công quốc Anhalt cho đến năm 1918.
Heinrich I trên thực tế chưa bao giờ giữ tước hiệu Công tước (Herzog), dù một số nguồn vẫn ghi tên ông với tước hiệu này.

## Hôn nhân và hậu duệ
Khoảng năm 1211, Heinrich I kết hôn với Irmgard (k. 1197 – k. 1244), con gái của địa chủ Ludovingia là Hermann I xứ Thuringia và là em họ thứ hai của hoàng đế Hohenstaufen Friedrich II thông qua bà nội Judith xứ Swabia. Họ có 11 người con:
1. Heinrich II, Vương công xứ Anhalt-Aschersleben (sinh 1215 – mất 12 tháng 6 năm 1266)
2. Judith (mất sau ngày 14 tháng 5 năm 1277), kết hôn vào ngày 10 tháng 3 năm 1233 với lãnh chúa Nicholas I xứ Werle
3. Sophie (mất ngày 23 tháng 11 năm 1272), lần đầu kết hôn với Công tước Otto I xứ Merania, lần thứ hai với Bá tước Siegfried xứ Regenstein, và lần thứ ba với Otto xứ Hadmersleben
4. Bernhard I, Vương công xứ Anhalt-Bernburg (sinh khoảng k. 1218 – mất năm 1287)
5. Albrecht (mất k. 1245 ), một tu sĩ dòng Phanxicô
6. Hermann (mất 1289), một giáo sĩ ở Halberstadt
7. Magnus (mất sau ngày 18 tháng 6 năm 1264), một giáo sĩ ở Magdeburg
8. Otto (mất sau ngày 19 tháng 7 năm 1246), một giáo sĩ ở Magdeburg
9. Siegfried I, Vương công xứ Anhalt-Zerbst (sinh k. 1230 – mất Köthen, ngày 25 tháng 3 năm 1298)
10. Hedwig (mất ngày 21 tháng 12 năm 1259), kết hôn vào ngày 8 tháng 5 năm 1242 với Công tước Boleslaw II xứ Silesia và Liegnitz-Glogau
11. Gertrud (mất năm 1275), Viện mẫu của Gernrode (1260–1275).

## Tổ tiên
|  |                                   |  |  |  |  |  |  |  |  | 8. Otto, Count of Ballenstedt |  |  |  |
|  |                                   |  |  |  |  |  |  |  |  |                               |  |  |  |
|  |                                   |  |  |  |  |  |  |  |  |                               |  |  |  |
|  |                                   |  |  |  |  |  |  |  |  |                               |  |  |  |
|  | 4. Albert the Bear                |  |  |  |  |  |  |  |  |                               |  |  |  |
|  |                                   |  |  |  |  |  |  |  |  |                               |  |  |  |
|  |                                   |  |  |  |  |  |  |  |  |                               |  |  |  |
|  |                                   |  |  |  |  |  |  |  |  |                               |  |  |  |
|  | 9. Eilika of Saxony               |  |  |  |  |  |  |  |  |                               |  |  |  |
|  |                                   |  |  |  |  |  |  |  |  |                               |  |  |  |
|  |                                   |  |  |  |  |  |  |  |  |                               |  |  |  |
|  |                                   |  |  |  |  |  |  |  |  |                               |  |  |  |
|  | 2. Bernhard, Count of Anhalt      |  |  |  |  |  |  |  |  |                               |  |  |  |
|  |                                   |  |  |  |  |  |  |  |  |                               |  |  |  |
|  |                                   |  |  |  |  |  |  |  |  |                               |  |  |  |
|  |                                   |  |  |  |  |  |  |  |  |                               |  |  |  |
|  | 10. Herman I, Count of Winzenburg |  |  |  |  |  |  |  |  |                               |  |  |  |
|  |                                   |  |  |  |  |  |  |  |  |                               |  |  |  |
|  |                                   |  |  |  |  |  |  |  |  |                               |  |  |  |
|  |                                   |  |  |  |  |  |  |  |  |                               |  |  |  |
|  | 5. Sophie of Winzenburg           |  |  |  |  |  |  |  |  |                               |  |  |  |
|  |                                   |  |  |  |  |  |  |  |  |                               |  |  |  |
|  |                                   |  |  |  |  |  |  |  |  |                               |  |  |  |
|  |                                   |  |  |  |  |  |  |  |  |                               |  |  |  |
|  | 11. A Countess of Everstein       |  |  |  |  |  |  |  |  |                               |  |  |  |
|  |                                   |  |  |  |  |  |  |  |  |                               |  |  |  |
|  |                                   |  |  |  |  |  |  |  |  |                               |  |  |  |
|  |                                   |  |  |  |  |  |  |  |  |                               |  |  |  |
|  | 1. Henry I, Prince of Anhalt      |  |  |  |  |  |  |  |  |                               |  |  |  |
|  |                                   |  |  |  |  |  |  |  |  |                               |  |  |  |
|  |                                   |  |  |  |  |  |  |  |  |                               |  |  |  |
|  |                                   |  |  |  |  |  |  |  |  |                               |  |  |  |
|  | 12. Bolesław III Wrymouth         |  |  |  |  |  |  |  |  |                               |  |  |  |
|  |                                   |  |  |  |  |  |  |  |  |                               |  |  |  |
|  |                                   |  |  |  |  |  |  |  |  |                               |  |  |  |
|  |                                   |  |  |  |  |  |  |  |  |                               |  |  |  |
|  | 6. Mieszko III the Old            |  |  |  |  |  |  |  |  |                               |  |  |  |
|  |                                   |  |  |  |  |  |  |  |  |                               |  |  |  |
|  |                                   |  |  |  |  |  |  |  |  |                               |  |  |  |
|  |                                   |  |  |  |  |  |  |  |  |                               |  |  |  |
|  | 13. Salomea of Berg               |  |  |  |  |  |  |  |  |                               |  |  |  |
|  |                                   |  |  |  |  |  |  |  |  |                               |  |  |  |
|  |                                   |  |  |  |  |  |  |  |  |                               |  |  |  |
|  |                                   |  |  |  |  |  |  |  |  |                               |  |  |  |
|  | 3. Judith (Jutta) of Poland       |  |  |  |  |  |  |  |  |                               |  |  |  |
|  |                                   |  |  |  |  |  |  |  |  |                               |  |  |  |
|  |                                   |  |  |  |  |  |  |  |  |                               |  |  |  |
|  |                                   |  |  |  |  |  |  |  |  |                               |  |  |  |
|  | 14. Béla II of Hungary            |  |  |  |  |  |  |  |  |                               |  |  |  |
|  |                                   |  |  |  |  |  |  |  |  |                               |  |  |  |
|  |                                   |  |  |  |  |  |  |  |  |                               |  |  |  |
|  |                                   |  |  |  |  |  |  |  |  |                               |  |  |  |
|  | 7. Elizabeth of Hungary           |  |  |  |  |  |  |  |  |                               |  |  |  |
|  |                                   |  |  |  |  |  |  |  |  |                               |  |  |  |
|  |                                   |  |  |  |  |  |  |  |  |                               |  |  |  |
|  |                                   |  |  |  |  |  |  |  |  |                               |  |  |  |
|  | 15. Helena of Serbia              |  |  |  |  |  |  |  |  |                               |  |  |  |
|  |                                   |  |  |  |  |  |  |  |  |                               |  |  |  |
|  |                                   |  |  |  |  |  |  |  |  |                               |  |  |  |